# Гура-Шуцій
Гура-Шуцій (рум. Gura Șuții) — село у повіті Димбовіца в Румунії. Входить до складу комуни Гура-Шуцій.
Село розташоване на відстані 59 км на північний захід від Бухареста, 18 км на південь від Тирговіште, 141 км на схід від Крайови, 100 км на південь від Брашова.

## Населення
За даними перепису населення 2002 року у селі проживали 3487 осіб. Рідною мовою 3486 осіб (> 99,9%) назвали румунську.
Національний склад населення села:
| Національність | Кількість осіб | Відсоток |
| -------------- | -------------- | -------- |
| румуни         | 3231           | 92,7%    |
| цигани         | 256            | 7,3%     |